# Bur-Gheluai
Bur-Gheluai — метеорит-хондрит масою 120000 грам.